# Championnat de France masculin de handball de deuxième division 1984-1985
Navigation
Nationale 2 1983-1984 Nationale 1B 1985-1986
Le championnat de France de Nationale 1B masculin 1984-1985 est le deuxième plus haut niveau de handball en France. 
Le titre de champion de France est remporté par le US Dunkerque devant l'US Créteil. Tous deux sont promus en Nationale 1A.

## Modalités
Du fait d’un changement dans la formule du championnat, cette Nationale 1B est créée entre la Nationale 1 (renommée Nationale 1A) et la Nationale 2 (3e division).
Ainsi, cette Nationale 1B est formée de vingt équipes réparties en deux poules de dix équipes :
- 6 clubs relégués de l’ancienne Nationale 1
- 14  clubs qui évoluaient dans l’ancienne Nationale 2.

A l'issue de la phase de poules :
- Les clubs classés premiers de chacune des deux poules sont promus en Nationale 1A et sont qualifiés pour la finale du championnat pour déterminer le club champion de France.
- Les clubs classés seconds de chacune des deux poules s'opposent en barrages d'accession : le vainqueur est alors opposé au club classé à la 8e place de Nationale 1A et le vainqueur de cette seconde opposition évoluera en Nationale 1A en 1985-1986.
- Les clubs classés aux deux dernières places de chacune des deux poules sont relégués en Nationale 2.
- Les clubs classés à la 8e place de chacune des deux poules doivent disputer des barrages de relégation face aux deux clubs vainqueurs des barrages d'accession de Nationale 2 : les deux vainqueurs de ces oppositions évolueront en Nationale 1B en 1985-1986.

## Phase de poules

### Poule 1
Le classement final de la poule 1 est :
| \| \| Équipe \| Pts \| J \| G \| N \| P \| Bp \| Bc \| Diff \| \| -- \| -------------------------- \| --- \| -- \| -- \| - \| -- \| --- \| --- \| ---- \| \| 1 \| US Créteil (T) \| 46 \| 18 \| 13 \| 2 \| 3 \| 449 \| 400 \| 49 \| \| 2 \| Stade Toulousain (R) \| 46 \| 18 \| 13 \| 2 \| 3 \| 454 \| 405 \| 49 \| \| 3 \| HBC Villefranche-sur-Saône \| 40 \| 18 \| 10 \| 2 \| 6 \| 427 \| 393 \| 34 \| \| 4 \| Lille Université Club (R) \| 39 \| 18 \| 10 \| 1 \| 7 \| 398 \| 397 \| 1 \| \| 5 \| HBC Anzin (R) \| 35 \| 18 \| 8 \| 1 \| 9 \| 422 \| 415 \| 7 \| \| 6 \| ASP Police Paris \| 33 \| 18 \| 7 \| 1 \| 10 \| 414 \| 423 \| -9 \| \| 7 \| Asnières Sports \| 31 \| 18 \| 6 \| 1 \| 11 \| 405 \| 417 \| -12 \| \| 8 \| CSM Livry-Gargan \| 31 \| 18 \| 6 \| 1 \| 11 \| 376 \| 421 \| -45 \| \| 9 \| Villeurbanne HBC \| 30 \| 18 \| 5 \| 2 \| 11 \| 454 \| 467 \| -13 \| \| 10 \| FJ Trèbes \| 29 \| 18 \| 5 \| 1 \| 12 \| 405 \| 466 \| -61 \| | - Promu en Nationale 1A et qualifié pour la finale du championnat - Qualifié pour les barrages d'accession - Qualifié pour le barrage de relégation - Relégué en Nationale 2 - (T) : Tenant du titre (non promu) - (R) : Relégué de Nationale 1A en début de saison - (P) : Promu de Nationale 2 en début de saison (aucun) |     |    |    |   |    |     |     |      |
| | Équipe | Pts | J  | G  | N | P  | Bp  | Bc  | Diff |
| 1 | US Créteil (T) | 46  | 18 | 13 | 2 | 3  | 449 | 400 | 49   |
| 2 | Stade Toulousain (R) | 46  | 18 | 13 | 2 | 3  | 454 | 405 | 49   |
| 3 | HBC Villefranche-sur-Saône | 40  | 18 | 10 | 2 | 6  | 427 | 393 | 34   |
| 4 | Lille Université Club (R) | 39  | 18 | 10 | 1 | 7  | 398 | 397 | 1    |
| 5 | HBC Anzin (R) | 35  | 18 | 8  | 1 | 9  | 422 | 415 | 7    |
| 6 | ASP Police Paris | 33  | 18 | 7  | 1 | 10 | 414 | 423 | -9   |
| 7 | Asnières Sports | 31  | 18 | 6  | 1 | 11 | 405 | 417 | -12  |
| 8 | CSM Livry-Gargan | 31  | 18 | 6  | 1 | 11 | 376 | 421 | -45  |
| 9 | Villeurbanne HBC | 30  | 18 | 5  | 2 | 11 | 454 | 467 | -13  |
| 10 | FJ Trèbes | 29  | 18 | 5  | 1 | 12 | 405 | 466 | -61  |

### Poule 2
Le classement final de la poule 2 est :
| \| \| Équipe \| Pts \| J \| G \| N \| P \| Bp \| Bc \| Diff \| \| -- \| ---------------------------- \| --- \| -- \| -- \| - \| -- \| --- \| --- \| ---- \| \| 1 \| US Dunkerque (R) \| 47 \| 18 \| 14 \| 1 \| 3 \| 465 \| 367 \| 98 \| \| 2 \| FC Mulhouse (R) \| 43 \| 18 \| 12 \| 1 \| 5 \| 419 \| 404 \| 15 \| \| 3 \| SE Beaune \| 42 \| 18 \| 11 \| 2 \| 5 \| 386 \| 366 \| 20 \| \| 4 \| RC Strasbourg (R) \| 36 \| 18 \| 9 \| 0 \| 9 \| 426 \| 406 \| 20 \| \| 5 \| ES Besançon \| 36 \| 18 \| 8 \| 2 \| 8 \| 395 \| 389 \| 6 \| \| 6 \| ASPTT Metz \| 36 \| 18 \| 9 \| 0 \| 9 \| 447 \| 442 \| 5 \| \| 7 \| ESM Gonfreville l'Orcher \| 36 \| 18 \| 9 \| 0 \| 9 \| 383 \| 396 \| -13 \| \| 8 \| APAS Paris \| 33 \| 18 \| 6 \| 3 \| 9 \| 445 \| 443 \| 2 \| \| 9 \| US Altkirch \| 33 \| 18 \| 6 \| 3 \| 9 \| 448 \| 462 \| -14 \| \| 10 \| SS Voltaire Châtenay-Malabry \| 18 \| 18 \| 0 \| 0 \| 18 \| 377 \| 516 \| -139 \| | - Promu en Nationale 1A et qualifié pour la finale du championnat - Qualifié pour les barrages d'accession - Qualifié pour le barrage de relégation - Relégué en Nationale 2 - (R) : Relégué de Nationale 1A en début de saison - (P) : Promu de Nationale 2 en début de saison (aucun) |     |    |    |   |    |     |     |      |
| | Équipe | Pts | J  | G  | N | P  | Bp  | Bc  | Diff |
| 1 | US Dunkerque (R) | 47  | 18 | 14 | 1 | 3  | 465 | 367 | 98   |
| 2 | FC Mulhouse (R) | 43  | 18 | 12 | 1 | 5  | 419 | 404 | 15   |
| 3 | SE Beaune | 42  | 18 | 11 | 2 | 5  | 386 | 366 | 20   |
| 4 | RC Strasbourg (R) | 36  | 18 | 9  | 0 | 9  | 426 | 406 | 20   |
| 5 | ES Besançon | 36  | 18 | 8  | 2 | 8  | 395 | 389 | 6    |
| 6 | ASPTT Metz | 36  | 18 | 9  | 0 | 9  | 447 | 442 | 5    |
| 7 | ESM Gonfreville l'Orcher | 36  | 18 | 9  | 0 | 9  | 383 | 396 | -13  |
| 8 | APAS Paris | 33  | 18 | 6  | 3 | 9  | 445 | 443 | 2    |
| 9 | US Altkirch | 33  | 18 | 6  | 3 | 9  | 448 | 462 | -14  |
| 10 | SS Voltaire Châtenay-Malabry | 18  | 18 | 0  | 0 | 18 | 377 | 516 | -139 |

## Phase finale

### Finale du championnat
La finale oppose les deux premiers de chacune des poules. Les deux clubs sont également assurés d’être promus en Nationale 1A.
C'est finalement l'U.S. Dunkerque qui a décroché le titre de champion de France. Cette finale, disputée au Palais des sports d'Elancourt devant une assistance moyenne, n'atteignit jamais de hauts sommets techniques. Dunkerque arrache la victoire à une poignée de secondes de la fin sur un but de Marc Néguédé, le frère de l'international David Néguédé, absent de cette finale :
| Équipe 1     | Score          | Équipe 2   |
| ------------ | -------------- | ---------- |
| US Dunkerque | 19 – 18 (10-9) | US Créteil |

- US Dunkerque : André Nita (4, dont 1 pen.), Lalart (2), Verschave (2), Zieba (1), Cochennec (5), Marc Néguédé (3), Duperat (1), Pot (1).
- US Créteil : Petit (1), Crépin (2), Chalmandrier (1), Lasfont (2), Philippe Desroses (2), Andrzej Tłuczyński (pl) (10, dont 3 pen.).

### Barrage d'accession
Les seconds de chacune des deux poules s'opposent :
| Équipe 1    | Score   | Équipe 2         | Aller   | Retour  |
| ----------- | ------- | ---------------- | ------- | ------- |
| FC Mulhouse | 51 – 54 | Stade Toulousain | 32 – 25 | 19 – 29 |

Le Stade Toulousain est alors opposé à l’US Ivry, 8e de Nationale 1A. Battu par Ivry, le Stade Toulousain reste en Nationale 1B tout comme le FC Mulhouse.

### Barrages de relégation
Les barrages de relégation opposent les deux huitièmes de chacune des poules aux deux clubs vainqueurs des barrages d'accession de Nationale 2 :
| Équipe 1                 | Score   | Équipe 2               | Aller   | Retour  |
| ------------------------ | ------- | ---------------------- | ------- | ------- |
| SC Sélestat (N2)         | 49 – 40 | CSM Livry-Gargan (N1B) | 27 – 17 | 22 – 23 |
| Saint-Michel Sports (N2) | 48 – 51 | APAS Paris (N1B)       | 21 – 25 | 27 – 26 |

Le SC Sélestat est promu et l'APAS Paris maintenu en N1B.
Le CSM Livry-Gargan est relégué et le Saint-Michel Sports maintenu en N2.